# Putjota Gran
La Putjota Gran és una muntanya de 770,9 metres d'altitud del terme municipal de Sant Quirze Safaja, a la comarca del Moianès.
Està situat en el territori del poble de Bertí, en el sector oriental del terme de Sant Quirze Safaja. És a l'esquerra del torrent de Cal Mestret, al nord mateix de la masia del Traver, a llevant de la Putjota Petita. Es troba a l'extrem sud-est de la Baga del Traver i al nord-est dels Camps del Traver.